# Csehország régióinak zászlói
Ez a galéria Csehország kerületeinek (kraj) zászlóit mutatja be.
| Karlovy Vary (1)              | Ústí nad Labem (2) | Liberec (3)                  | Hradec Králové (4) |
| Pardubice (5)                 | Olomouc (6)        | Morva-sziléziai kerület (7)  | Plzeň (8)          |
| Közép-csehországi kerület (9) | Prága (10)         | Dél-csehországi kerület (11) | Vysočina (12)      |
| Dél-morvaországi kerület (13) | Zlín (14)          |                              |                    |

## Történelmi régiók

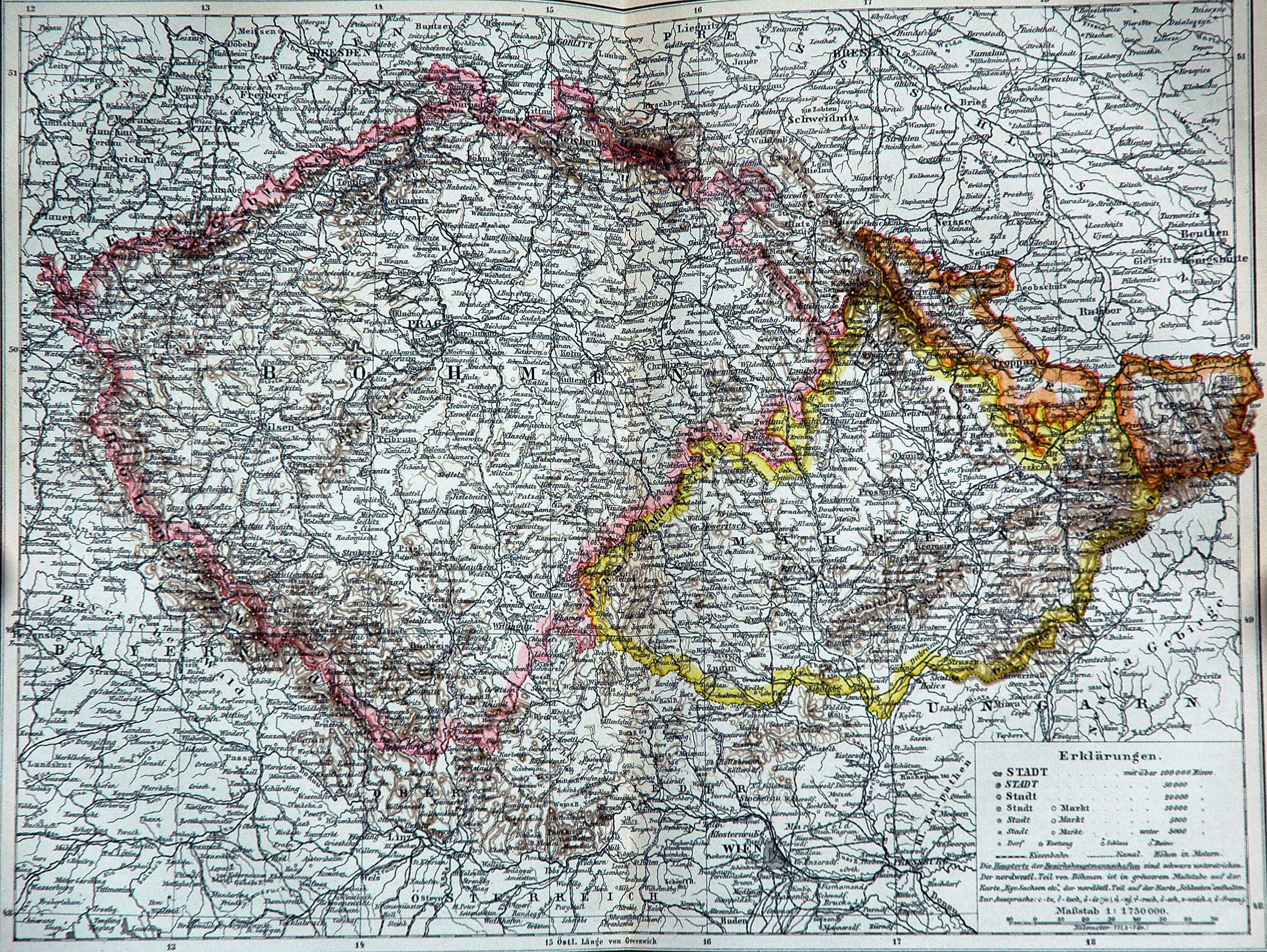
A történelmi Csehország

Csehországnak három történelmi régiója volt: Történelmi Csehország (Cseh Királyság), Morvaország (Morva Őrgrófság) és Szilézia (Sziléziai Hercegség). Morvaország zászlaja véletlenszerűen hasonló Prágáéval.
| Történelmi Csehország (Cseh Királyság) | Morvaország (Morva Őrgrófság) | Szilézia (Sziléziai Hercegség) |